# Agaue hamiltoni
Agaue hamiltoni är en kvalsterart som beskrevs av Womersley 1937. Agaue hamiltoni ingår i släktet Agaue och familjen Halacaridae. Inga underarter finns listade i Catalogue of Life.